# Troy Denning
Troy Denning (ur. 8 październik 1958) – amerykański pisarz fantasy i fantastyki naukowej, autor bestselleru New York Timesa Waterdeep (1989), który napisał wraz ze Scottem Ciencinem pod pseudonimem Richard Awlison. Innymi jego książkami są Dragonwall, Strony bólu i Morze piasków. Miał też swój udział w epilogu do Trylogii Avatara, Próba: Sąd Cyrika Szalonego.
Wcześniej redaktor i twórca gier fabularnych – jedną z jego ważniejszych gier była osadzona w AD&D Dark Sun, o którym pisał też w Pięcioksięgu Pryzmatu, serii pięciu nowel.
Jest także autorem kilku opowiadań ze świata Star Wars. Najnowsze z nich to Inferno, szósta książka w serii Dziedzictwo Mocy.
Jest miłośnikiem rozrywek na świeżym powietrzu, uprawia sztuki walki, obecnie mieszka w Wisconsin.